# 이즈모다이토역
이즈모다이토역(일본어: 出雲大東駅)은 일본 시마네현 운난시에 있는 서일본 여객철도 기스키 선의 철도역이다. 단선 승강장 1면 1선의 구조를 갖춘 지상역이다.

## 이용 현황
| 승차 인원 추이 | 승차 인원 추이 |
| 연도           | 1일 평균       |
| -------------- | -------------- |
| 1999           | 285            |
| 2000           | 296            |
| 2001           | 297            |
| 2002           | 252            |
| 2003           | 221            |
| 2004           | 221            |
| 2005           | 199            |
| 2006           | 202            |
| 2007           | 187            |
| 2008           | 198            |
| 2009           | 187            |
| 2010           | 185            |
| 2011           | 187            |
| 2012           | 174            |
| 2013           | 178            |

## 역 주변
- 운난 시립 병원

## 역사
- 1916년 10월 11일 : 히노카미 철도 시기에, 이 노선의 다이토마치역으로서 개업.
- 1934년 8월 1일 : 히노카미 철도가 국유화되어 기스키 선으로 편입, 동시에 이즈모다이토역으로 개칭.
- 1987년 4월 1일 : 일본국유철도 분할 민영화에 의해, 서일본 여객철도가 승계.
- 1990년
  - 3월 10일 : 무인화. 실태는 간이위탁 개시까지, 주간 근무로 철도원이 주재해 출·개납을 진행하고 있었음.
  - 6월 1일 : 간이위탁화.
- 2007년 9월 28일 : 신 역사 공용 개시.

## 인접 역
| 서일본 여객철도 기스키 선 | 서일본 여객철도 기스키 선 | 서일본 여객철도 기스키 선      |
| ------------------------- | ------------------------- | ------------------------------ |
| 하타야 신지 방면          | ■ 기스키 선               | 미나미다이토 빈고오치아이 방면 |